# أكيرا هيميكاوا
أكيرا هيميكاوا (姫川 明 Himekawa Akira) هو اسم مستعار لعدد من كتاب الكوميكس.

## بيبلوغرافيا
- سوار الذهب

## وصلات خارجية
- أكيرا هيميكاوا على موقع ANN person (الإنجليزية)
- Akira Himekawa Official Website (باليابانية)
- Akira Himekawa Official Facebook